# Przepuklina Richtera
Przepuklina Richtera – występuje najczęściej w przypadku przepuklin udowych. Jest  odmianą przepukliny uwięźniętej, w której zakleszczeniu we wrotach ulega tylko fragment ściany, a nie całe jelito. Drożność jelita zostaje zachowana. Przepuklinie Richtera towarzyszą często ostre bóle brzucha oraz wymioty.